# Tom Howard
Pour les articles homonymes, voir Howard.
Tom Howard, ne le 27 mars 1910 dans le Northamptonshire et mort le 30 août 1985 dans l'Hertfordshire, est un artiste britannique spécialisé dans les effets spéciaux.
Il a participé à 82 films de 1940 à 1974 et a remporté deux Oscars des meilleurs effets visuels (L'esprit s'amuse et Les Aventures de Tom Pouce) bien que sa participation à 2001, l'Odyssée de l'espace soit la plus notable.

## Filmographie sélective
- Le Voleur de Bagdad] (1940)
- L'esprit s'amuse (1945)
- Les Chevaliers de la Table ronde (1953)
- Les Aventures de Tom Pouce (1958)
- Gorgo (1961)
- Le Voleur de Bagdad (1961)
- La Maison du diable (1963)
- 2001, l'Odyssée de l'espace (1968)
- Digby (1973)
- Le Petit Prince (1974)